# Шалашское
Шалашское (укр. Шалаське) — посёлок в Тальновском районе Черкасской области Украины, при железнодорожной станции Шалашская.
Население по переписи 2001 года составляло 2 человека. Почтовый индекс — 20416. Телефонный код — 4731.

## Местный совет
20416, Черкасская обл., Тальновский р-н, с. Романовка, ул. Шевченко, 2

## Галерея
- Жилой дом
- Бывшее здание железнодорожной станции
- Платформа железнодорожной станции